# Campionato sammarinese di calcio a 5 2015-2016
Il Campionato sammarinese di calcio a 5 2015-2016 è stata la decima edizione del torneo ed è partito il 5 ottobre 2015 per concludersi il 11 maggio 2016 con conseguenti play-off.
Le squadre sono divise in due gironi, il campionato regolare si svolge con scontri di andata e ritorno fra le squadre dello stesso girone intervallate da una fase a scontro diretto con le squadre del girone opposto denominata "intergirone".
Al termine della stagione regolare le prime tre classificate di ogni girone avranno accesso ai play-off, formula tramite la quale si è aggiudicato il titolo il Tre Fiori Futsal.
Alla fine dei play-off il Tre Fiori Futsal si è aggiudicato il titolo battendo il Domagnano Futsal 1-0 ai supplementari della finale svolta l'11 Maggio a Fiorentino.

## Squadre partecipanti
| Squadra        | Castello            | Girone |
| -------------- | ------------------- | ------ |
| Cosmos         | Serravalle          | A      |
| Domagnano      | Domagnano           | B      |
| Faetano        | Faetano             | A      |
| Fiorentino     | Fiorentino          | A      |
| Juvenes/Dogana | Serravalle          | B      |
| La Fiorita     | Montegiardino       | B      |
| Libertas       | Borgo Maggiore      | B      |
| Murata         | Città di San Marino | A      |
| Pennarossa     | Chiesanuova         | A      |
| San Giovanni   | Borgo Maggiore      | B      |
| Tre Fiori      | Fiorentino          | B      |
| Tre Penne      | Città di San Marino | B      |
| Virtus         | Acquaviva           | A      |

## Classifica

### Girone A
|  | Pos. | Squadra    | Pt | G  | V  | N | P  | GF | GS  | DR  |
|  | ---- | ---------- | -- | -- | -- | - | -- | -- | --- | --- |
|  | 1.   | Murata     | 35 | 17 | 11 | 2 | 4  | 49 | 22  | +27 |
|  | 2.   | Cosmos     | 33 | 17 | 11 | 0 | 6  | 55 | 35  | +20 |
|  | 3.   | Fiorentino | 27 | 17 | 8  | 3 | 6  | 33 | 28  | +5  |
|  | 4.   | Virtus     | 21 | 17 | 6  | 3 | 8  | 41 | 42  | -1  |
|  | 5.   | Pennarossa | 21 | 17 | 7  | 0 | 10 | 51 | 44  | +7  |
|  | 6.   | Faetano    | 1  | 17 | 0  | 1 | 16 | 12 | 101 | -89 |

### Girone B
|                       | Pos. | Squadra        | Pt | G  | V  | N | P  | GF | GS | DR  |
| --------------------- | ---- | -------------- | -- | -- | -- | - | -- | -- | -- | --- |
| San Marino (bandiera) | 1.   | Tre Fiori      | 45 | 18 | 14 | 3 | 1  | 77 | 23 | +54 |
|                       | 2.   | San Giovanni   | 42 | 18 | 13 | 3 | 2  | 61 | 32 | +29 |
|                       | 3.   | Domagnano      | 34 | 18 | 11 | 1 | 6  | 44 | 37 | +7  |
|                       | 4.   | Juvenes/Dogana | 32 | 18 | 10 | 2 | 6  | 75 | 41 | +34 |
|                       | 5.   | La Fiorita     | 23 | 18 | 7  | 2 | 9  | 33 | 36 | -3  |
|                       | 6.   | Tre Penne      | 12 | 18 | 4  | 0 | 14 | 43 | 75 | -32 |
|                       | 7.   | Libertas       | 6  | 18 | 2  | 0 | 16 | 30 | 87 | -57 |

## Risultati

### Tabellone
Leggendo per riga si avranno i risultati casalinghi della squadra indicata in prima colonna, mentre leggendo per colonna si avranno i risultati in trasferta della squadra in prima riga.
|                | COS | DOM | FAE  | FIO | JUV  | LAF  | LIB  | MUR | PEN | SAN | TRF | TRP | VIR |
| Cosmos         |     |     | 3-0  | 2-4 |      | 5-2  | 7-0  | 2-1 | 3-1 |     | 2-3 |     | 2-1 |
| Domagnano      | 4-2 |     |      | 3-1 | 3-0  | 0-1  | 5-0  | 1-0 |     | 1-3 | 3-3 | 4-3 |     |
| Faetano        | 1-9 | 0-1 |      | 0-0 |      |      | 2-4  | 1-8 | 0-8 |     | 0-8 |     | 0-3 |
| Fiorentino     | 1-2 |     | 4-1  |     | 2-1  |      |      | 2-0 | 3-4 |     | 2-1 | 3-1 | 5-1 |
| Juvenes/Dogana | 4-3 | 5-1 | 9-0  |     |      | 3-2  | 7-2  | 0-2 |     | 3-4 | 1-2 | 6-1 | 2-2 |
| La Fiorita     |     | 1-2 | 8-0  | 0-0 | 0-2  |      | 5-1  | 1-2 | 3-0 | 0-2 | 1-7 | 2-0 |     |
| Libertas       |     | 1-2 |      | 1-2 | 3-11 | 1-4  |      |     | 1-3 | 2-5 | 1-6 | 1-2 | 3-6 |
| Murata         | 3-1 |     | 4-1  | 3-1 |      |      | 4-1  |     | 4-1 | 2-2 |     | 6-2 | 3-3 |
| Pennarossa     | 1-3 | 6-3 | 12-1 | 4-1 | 1-4  |      |      | 0-3 |     |     |     | 3-4 | 2-4 |
| San Giovanni   | 5-2 | 1-3 | 7-3  | 4-2 | 5-4  | 0-0  | 3-1  |     | 3-1 |     | 2-2 | 5-0 |     |
| Tre Fiori      |     | 2-0 |      |     | 2-2  | 10-2 | 10-2 | 2-1 | 1-0 | 5-2 |     | 4-1 | 4-1 |
| Tre Penne      | 1-3 | 5-6 | 7-2  |     | 6-11 | 0-1  | 3-5  |     |     | 1-5 | 0-5 |     | 6-3 |
| Virtus         | 3-4 | 3-2 | 6-0  | 0-0 |      | 1-0  |      | 1-3 | 3-4 | 0-3 |     |     |     |

## Andata

### Prima Giornata
- 5 Ottobre 2015

| Squadra 1      | Risultato | Squadra 2  |
| -------------- | --------- | ---------- |
| Pennarossa     | 2–4       | Virtus     |
| Fiorentino     | 4-1       | Faetano    |
| Juvenes/Dogana | 3–2       | La Fiorita |
| Cosmos         | 2-1       | Murata     |
| San Giovanni   | 5-0       | Tre Penne  |
| Domagnano      | 3-3       | Tre Fiori  |

- Riposa  Libertas

### Seconda Giornata
- 8 Ottobre 2015

| Squadra 1    | Risultato | Squadra 2  |
| ------------ | --------- | ---------- |
| Libertas     | 1–2       | Tre Penne  |
| San Giovanni | 2-2       | Tre Fiori  |
| Domagnano    | 2–1       | La Fiorita |

- Riposa  Juvenes/Dogana

### Terza Giornata
- 13 Ottobre 2015

| Squadra 1  | Risultato | Squadra 2      |
| ---------- | --------- | -------------- |
| Tre Fiori  | 2–2       | Juvenes/Dogana |
| Fiorentino | 0-0       | Virtus         |
| Cosmos     | 3–1       | Pennarossa     |
| Domagnano  | 1-3       | San Giovanni   |
| La Fiorita | 5-1       | Libertas       |
| Faetano    | 1-8       | Murata         |

- Riposa  Tre Penne

### Quarta Giornata
- (19 Ottobre 2015) Rimandata al 15 Dicembre Causa Nazionale

| Squadra 1  | Risultato | Squadra 2      |
| ---------- | --------- | -------------- |
| Pennarossa | 4–1       | Fiorentino     |
| Tre Fiori  | 10-2      | La Fiorita     |
| Murata     | 3–3       | Virtus         |
| Faetano    | 1-9       | Cosmos         |
| Domagnano  | 4-3       | Tre Penne      |
| Libertas   | 3-11      | Juvenes/Dogana |

- Riposa  San Giovanni

### Quinta Giornata
- 29 Ottobre 2015

| Squadra 1      | Risultato | Squadra 2    |
| -------------- | --------- | ------------ |
| Pennarossa     | 1–4       | Murata       |
| Virtus         | 6-0       | Faetano      |
| Fiorentino     | 1–2       | Cosmos       |
| Juvenes/Dogana | 5-1       | Domagnano    |
| La Fiorita     | 1-0       | Tre Penne    |
| Libertas       | 1-3       | San Giovanni |

- Riposa  Tre Fiori

### Sesta Giornata
- 2 Novembre 2015

| Squadra 1      | Risultato | Squadra 2    |
| -------------- | --------- | ------------ |
| Tre Penne      | 0–5       | Tre Fiori    |
| Pennarossa     | 12-1      | Faetano      |
| Virtus         | 1–2       | Cosmos       |
| Libertas       | 1-2       | Domagnano    |
| Juvenes/Dogana | 3-4       | San Giovanni |
| Murata         | 3-1       | Fiorentino   |

- Riposa  La Fiorita

### Settima Giornata
- 5 Novembre 2015

| Squadra 1  | Risultato | Squadra 2      |
| ---------- | --------- | -------------- |
| La Fiorita | 0–2       | San Giovanni   |
| Tre Fiori  | 10-2      | Libertas       |
| Tre Penne  | 6–11      | Juvenes/Dogana |

- Riposa  Domagnano

## InterGirone

### Ottava Giornata
- 9 Novembre 2015

| Squadra 1    | Risultato | Squadra 2      |
| ------------ | --------- | -------------- |
| Domagnano    | 1–0       | Murata         |
| Pennarossa   | 1-4       | Juvenes/Dogana |
| Virtus       | 1–0       | La Fiorita     |
| Tre Penne    | 1-3       | Cosmos         |
| Fiorentino   | 2-1       | Tre Fiori      |
| San Giovanni | 7-3       | Faetano        |

- Riposa  Libertas

### Nona Giornata
- 16 Novembre 2015

| Squadra 1  | Risultato | Squadra 2      |
| ---------- | --------- | -------------- |
| Domagnano  | 1–0       | Faetano        |
| Virtus     | 2-2       | Juvenes/Dogana |
| Libertas   | 1–3       | Pennarossa     |
| Tre Fiori  | 3-2       | Cosmos         |
| Murata     | 2-2       | San Giovanni   |
| Fiorentino | 3-1       | Tre Penne      |

- Riposa  La Fiorita

### Decima Giornata
- 23 Novembre 2015

| Squadra 1      | Risultato | Squadra 2  |
| -------------- | --------- | ---------- |
| Libertas       | 3–6       | Virtus     |
| Domagnano      | 4-2       | Cosmos     |
| San Giovanni   | 4–2       | Fiorentino |
| Tre Fiori      | 2-1       | Murata     |
| Juvenes/Dogana | 9-0       | Faetano    |
| La Fiorita     | 3-0       | Pennarossa |

- Riposa  Tre Penne

### Undicesima Giornata
- 30 Novembre 2015

| Squadra 1      | Risultato | Squadra 2 |
| -------------- | --------- | --------- |
| Pennarossa     | 6–3       | Domagnano |
| Fiorentino     | 2-1       | Libertas  |
| Faetano        | 0–8       | Tre Fiori |
| La Fiorita     | 1-2       | Murata    |
| Juvenes/Dogana | 4-3       | Cosmos    |
| Tre Penne      | 6-3       | Virtus    |

- Riposa  San Giovanni

### Dodicesima Giornata
- 7 Dicembre 2015

| Squadra 1    | Risultato | Squadra 2      |
| ------------ | --------- | -------------- |
| Tre Penne    | 7–2       | Domagnano      |
| Fiorentino   | 2-1       | Juvenes/Dogana |
| Virtus       | 1–4       | Tre Fiori      |
| La Fiorita   | 2-5       | Cosmos         |
| Murata       | 4-1       | Libertas       |
| San Giovanni | 3-1       | Pennarossa     |

- Riposa  Domagnano

### Tredicesima Giornata
- 22 Febbraio 2016

| Squadra 1      | Risultato | Squadra 2  |
| -------------- | --------- | ---------- |
| Virtus         | 3–2       | Domagnano  |
| Faetano        | 2-4       | Libertas   |
| Juvenes/Dogana | 0–2       | Murata     |
| La Fiorita     | 0-0       | Fiorentino |
| San Giovanni   | 5-2       | Cosmos     |
| Pennarossa     | 3-4       | Tre Penne  |

- Riposa  Tre Fiori

### Quattordicesima Giornata
- 29 Febbraio 2016

| Squadra 1  | Risultato | Squadra 2    |
| ---------- | --------- | ------------ |
| La Fiorita | 8–0       | Faetano      |
| Tre Fiori  | 1-0       | Pennarossa   |
| Murata     | 6–2       | Tre Penne    |
| Virtus     | 0-3       | San Giovanni |
| Domagnano  | 3-1       | Fiorentino   |
| Cosmos     | 7-0       | Libertas     |

- Riposa  Juvenes/Dogana

## Ritorno

### Quindicesima Giornata
- 7 Marzo 2016

| Squadra 1      | Risultato | Squadra 2  |
| -------------- | --------- | ---------- |
| Pennarossa     | 4–3       | Virtus     |
| Fiorentino     | 0-0       | Faetano    |
| Juvenes/Dogana | 2–0       | La Fiorita |
| Cosmos         | 1-3       | Murata     |
| San Giovanni   | 5-1       | Tre Penne  |
| Domagnano      | 0-2       | Tre Fiori  |

- Riposa  Libertas

### Sedicesima Giornata
- 10 Marzo 2016

| Squadra 1    | Risultato | Squadra 2  |
| ------------ | --------- | ---------- |
| Libertas     | 5–3       | Tre Penne  |
| San Giovanni | 2-5       | Tre Fiori  |
| Domagnano    | 0–1       | La Fiorita |

- Riposa  Juvenes/Dogana

### Diciassettesima Giornata
- 14 Marzo 2016

| Squadra 1  | Risultato | Squadra 2      |
| ---------- | --------- | -------------- |
| Tre Fiori  | 2–1       | Juvenes/Dogana |
| Fiorentino | 5-1       | Virtus         |
| Cosmos     | 3–1       | Pennarossa     |
| Domagnano  | 3-1       | San Giovanni   |
| La Fiorita | 4-1       | Libertas       |
| Faetano    | 1-4       | Murata         |

- Riposa  Tre Penne

### Diciottesima Giornata
- 21 Marzo 2016

| Squadra 1  | Risultato | Squadra 2      |
| ---------- | --------- | -------------- |
| Pennarossa | 4–3       | Fiorentino     |
| Tre Fiori  | 7-1       | La Fiorita     |
| Murata     | 3–1       | Virtus         |
| Faetano    | 0-3       | Cosmos         |
| Domagnano  | 6-5       | Tre Penne      |
| Libertas   | 2-7       | Juvenes/Dogana |

- Riposa  San Giovanni

### Diciannovesima Giornata
- 29 Marzo 2016 ( Fiorentino– Cosmos e  Virtus- Faetano rimandate al 31 Marzo 2016)

| Squadra 1      | Risultato | Squadra 2    |
| -------------- | --------- | ------------ |
| Pennarossa     | 0–3       | Murata       |
| Virtus         | 3-0       | Faetano      |
| Fiorentino     | 4–2       | Cosmos       |
| Juvenes/Dogana | 0-3       | Domagnano    |
| La Fiorita     | 2-0       | Tre Penne    |
| Libertas       | 2-5       | San Giovanni |

- Riposa  Tre Fiori

### Ventesima Giornata
- 4 Aprile 2016

| Squadra 1  | Risultato | Squadra 2      |
| ---------- | --------- | -------------- |
| La Fiorita | 0–0       | San Giovanni   |
| Tre Fiori  | 6-1       | Libertas       |
| Tre Penne  | 1–6       | Juvenes/Dogana |

- Riposa  Domagnano

### Ventunesima Giornata
- 7 Aprile 2016

| Squadra 1      | Risultato | Squadra 2    |
| -------------- | --------- | ------------ |
| Tre Penne      | 1–4       | Tre Fiori    |
| Pennarossa     | 8-0       | Faetano      |
| Virtus         | 3–4       | Cosmos       |
| Libertas       | 0-5       | Domagnano    |
| Juvenes/Dogana | 4-5       | San Giovanni |
| Murata         | 0-2       | Fiorentino   |

- Riposa  La Fiorita

## Classifica marcatori
| Gol |  |  | Giocatore             | Squadra        |
| --- |  |  | --------------------- | -------------- |
| 32  |  |  | Domenico Di Paolo     | Cosmos         |
| 31  |  |  | Danilo Busignani      | Tre Fiori      |
| 17  |  |  | Lorenzo Forcellini    | Juvenes/Dogana |
| 16  |  |  | Paolo Casadei         | Domagnano      |
| 14  |  |  | Lorenzo Canini        | Tre Penne      |
| 14  |  |  | Fabio Belloni         | San Giovanni   |
| 13  |  |  | Alberto Macina        | Pennarossa     |
| 11  |  |  | Pelliccioni Lorenzo   | Murata         |
| 11  |  |  | Danny De Biagi        | San Giovanni   |
| 10  |  |  | Claudio Zonzini       | Juvenes/Dogana |
| 10  |  |  | Ciacci Nicola         | Pennarossa     |
| 10  |  |  | Giulio Molinari       | Murata         |
| 10  |  |  | Michele Longoni       | Tre Fiori      |
| 9   |  |  | Alessio Angelini      | Tre Fiori      |
| 9   |  |  | Gasperoni Roberto     | Libertas       |
| 9   |  |  | Michele Moretti       | Domagnano      |
| 8   |  |  | Alex Bugli            | San Giovanni   |
| 8   |  |  | Manuel Francesconi    | La Fiorita     |
| 8   |  |  | Mattia Bianchi        | Virtus         |
| 8   |  |  | David Rapanelli       | Virtus         |
| 8   |  |  | Alessandro Ranocchini | Fiorentino     |
| 8   |  |  | Elia Pasqualini       | San Giovanni   |

## Play-off
Ai play-off si qualificano le prime tre squadre di ogni girone.
Una squadra viene eliminata nel momento in cui perde due partite. Le vincenti di ogni gara seguono la linea a destra mentre le perdenti seguono la linea verso il basso.
|  |              |              |            |      |              |              |              |              |   |              |              |           |           |   |  |           |           |        |   |  |  |           |           |   |                       |  |  |  |  |  |
|  | San Giovanni | San Giovanni | 2          |      |              |              |              |              |   |              | Tre Fiori    | Tre Fiori | 2(4)      |   |  |           |           |        |   |  |  |           |           |   |                       |  |  |  |  |  |
|  | Fiorentino   | Fiorentino   | 3          |      | Murata       | Murata       | 2(6)         |              |   | Murata       | Murata       | 1         |           |   |  |           |           |        |   |  |  |           |           |   |                       |  |  |  |  |  |
|  |              |              |            |      |              | Fiorentino   | Fiorentino   | 1(5)         |   |              |              |           |           |   |  | Domagnano | Domagnano | 2      |   |  |  |           |           |   |                       |  |  |  |  |  |
|  |              | Domagnano    | Domagnano  | 1(6) |              |              |              |              |   |              |              |           |           |   |  |           |           |        |   |  |  | Domagnano | Domagnano | 0 |                       |  |  |  |  |  |
|  |              |              |            |      |              |              |              |              |   |              |              |           |           |   |  |           | Murata    | Murata | 0 |  |  | Tre Fiori | Tre Fiori | 1 | San Marino (bandiera) |  |  |  |  |  |
|  |              |              |            |      |              |              | Tre Fiori    | Tre Fiori    | 5 |              |              | Tre Fiori | Tre Fiori | 3 |  |           |           |        |   |  |  |           |           |   |                       |  |  |  |  |  |
|  |              | Fiorentino   | Fiorentino | 0    |              |              | San Giovanni | San Giovanni | 2 |              |              |           |           |   |  |           |           |        |   |  |  |           |           |   |                       |  |  |  |  |  |
|  |              |              |            |      | San Giovanni | San Giovanni | 1            |              |   | San Giovanni | San Giovanni | 2         |           |   |  |           |           |        |   |  |  |           |           |   |                       |  |  |  |  |  |
|  |              |              |            |      | Cosmos       | Cosmos       | 0            |              |   |              |              |           |           |   |  |           |           |        |   |  |  |           |           |   |                       |  |  |  |  |  |
|  | Cosmos       | Cosmos       | 1          |      |              |              |              |              |   |              |              |           |           |   |  |           |           |        |   |  |  |           |           |   |                       |  |  |  |  |  |
|  | Domagnano    | Domagnano    | 5          |      |              |              |              |              |   |              |              |           |           |   |  |           |           |        |   |  |  |           |           |   |                       |  |  |  |  |  |

### Primo turno
| Arbitro: | Clementi |

|                        |           |                                            |
| Podeschi 5’ 60’ (aut.) | Marcatori | 4’ Rossini H. A. 18’ Rocchi 40’ Ranocchini |

| Arbitro: | D'Adamo |

|                |           |                                                                       |
| Di Paolo 60+3’ | Marcatori | 11’ Arrigoni 55’ Gennari 56’ Zanfino 59’ Casadei P. 60+4’ Burgagni A. |

### Secondo turno
| Arbitro: | Venga |

|                                                                |                      |                                                           |
| Cenni 23’                                                      | Marcatori            | 31’ Arrigoni                                              |
| Righi Della Valle Cenni Franciosi Ranocchini De Luigi Angelini | Tiri di rigore 4 – 5 | Burgagni Casadei P. Konovalenkov Moretti Arrigoni Zanfino |

| Arbitro: | Delvecchio |

|                    |           |  |
| Pasquali 5’ (aut.) | Marcatori |  |

- Eliminato  Cosmos

### Terzo turno
| Arbitro: | Mallia |

|  |           |                          |
|  | Marcatori | 13’ Barducci 28’ Belloni |

| Arbitro: | Klint |

|                            |                      |                      |
| Albani 24’ Valentini 60+1’ | Marcatori            | 48’, 60+3’ Busignani |
|                            | Tiri di rigore 4 – 2 |                      |

- Eliminato  Fiorentino

### Quarto turno
| Arbitro: | Nanni |

|                                                     |           |                              |
| Poggiali 18’ Busignani 21’, 46’, 58’ Michelotti 48’ | Marcatori | 8’ Pasqualini 55’ Casadei D. |

| Arbitro: | Zanotti |

|               |           |                          |
| Valentini 49’ | Marcatori | 24’ Moretti 25’ Burgagni |

- Eliminato  San Giovanni

### Semifinale
| Arbitro: | Notarpietro |

|  |           |                                         |
|  | Marcatori | 7’ Capicchioni 52’ Longoni 60+2’ Protti |

- Eliminato  Murata

### Finale
| Arbitro: | D'Adamo |

|  |           |               |
|  | Marcatori | 73’ Busignani |

## Campione
Tre Fiori
(3º titolo)